# Meu Carona
Meu Carona é o terceiro de álbum de estúdio de Hungria Hip Hop, lançado após o retorno da carreira solo. Foi lançado em 14 de julho de 2015, através da Best Produtora e distribuído pela ONErpm. As vendas do álbum foram responsáveis pelo crescimento da ONErpm, que antes era uma distribuidora ainda sem muito sucesso, vendendo mais de 50.000 cópias no formato download digital. O álbum contou com a produção de Neguim, do grupo Pacificadores,  e de DuckJay, do grupo Tribo da Periferia. Das 11 faixas, o single de destaque foi a canção "Cama de Casal", que foi anunciado no programa The Noite com Danilo Gentili juntamente com o álbum por completo. Meu Carona conta com a participação especial de Pacificadores, Misael e Tribo da Periferia.

## Antecedentes, produção e gravação
A produção do álbum em maioria das faixas ficou por conta de Neguim, integrante do grupo Pacificadores, e a faixa "Insônia" por conta de DuckJay, integrante do grupo Tribo da Periferia. A faixa "Insônia" também integra o álbum 3° Ultimo, de Tribo da Periferia. Hungria trabalhou na composição de todas as faixas, com Neguim, Misael e DuckJay. Nas gravações de todas as faixas foram utilizados auto-tune e os arranjos no formato trap beat. As canções “Copo Pro Alto“, “O Playboy Rodou“ e “Cama de Casal“ tiveram vocais extras de Neguim, porém não lhe foi dado os créditos de participação no disco.

## Lançamento e divulgação
O álbum deu inicio às gravações em 2013 trabalhando na produção da faixa "Sai do Meu Pé", que apesar de ter sido lançada com videoclipe, não foi escolhida para ser o primeiro single do álbum. A faixa "Sai do Meu Pé" foi lançada antes do álbum, ainda em 2013 juntamente com seu videoclipe. Hungria, após a sua desvinculação com o grupo Son d' Play, se encontrava em condições financeiras precárias e com dividas. Sendo assim, "Sai do Meu Pé" foi lançado com um clipe de baixa produção, a qual Hungria considera seu pior videoclipe. Mas, apesar da situação desfavorável, a música teve bastante repercussão nos estados do Sul e Sudeste do país, o que lhe rendeu alguns shows, e renda para investir melhor no desenvolvimento do álbum. Em seguida, foi lançado o single "O Playboy Rodou", uma canção romântica planejada para atingir o público adolescente. O empresário de Hungria, Eduardo Bastos, espalhou boatos pela Internet, que Hungria estivesse em um romance e que a música era verdadeira, mas tudo não passou de marketing, que por sinal surtiu efeito. Hungria já estava com seu nome na mídia convencional e nas principais rádios do país, e já tinha reconhecimento suficiente para alavancar o single "Cama de Casal". Após o lançamento de "Cama de Casal", e a grande repercussão nas primeiras semanas de lançamento, Hungria foi convidado para o programa The Noite com Danilo Gentili para falar do até então novo single, e também sobre o lançamento do álbum Meu Carona, que estava prestes a acontecer. Uma cópia do álbum ainda inédito foi entregue ao apresentador Danilo Gentili. Após a exibição do programa neste dia, Hungria disparou nas paradas de sucesso do YouTube e do iTunes com os singles do álbum em pré-venda. O single "Insônia" lançado mais tarde e alcançou a 1° posição do chart do YouTube sem ter um videoclipe.

## Faixas
| N.º | Título                                        | Compositor(es)            | Duração |  |
| 1.  | "Meu Carona"                                  | Hungria Hip Hop           | 4:10    |  |
| 2.  | "Rolê na City" (part. Pacificadores & Misael) | Neguim / Hungria Hip Hop  | 3:04    |  |
| 3.  | "Carruagem"                                   | Hungria Hip Hop           | 4:06    |  |
| 4.  | "Zorro do Asfalto"                            | Hungria Hip Hop           | 3:34    |  |
| 5.  | "Insônia" (part. Tribo da Periferia)          | DuckJay / Hungria Hip Hop | 2:58    |  |
| 6.  | "Copo Pro Alto"                               | Hungria Hip Hop / Neguim  | 4:43    |  |
| 7.  | "Cama de Casal"                               | Hungria Hip Hop           | 4:47    |  |
| 8.  | "Sai do Meu Pé"                               | Hungria Hip Hop           | 3:44    |  |
| 9.  | "Não Tenho Freio"                             | Hungria Hip Hop           | 4:07    |  |
| 10. | "O Playboy Rodou"                             | Hungria Hip Hop / Neguim  | 4:37    |  |
| 11. | "Baú dos Piratas" (part. Misael)              | Hungria Hip Hop / Misael  | 3:36    |  |

## Desempenho nas tabelas musicais

### Paradas semanais
| Paradas (2015)                    | Melhor posição |
| --------------------------------- | -------------- |
| Brasil (iTunes Chart Performance) | 43             |

## Vendas e certificações
| Região | Certificados | Unidades / vendas |
| ------ | ------------ | ----------------- |
| Brasil | Ouro         | 50,000            |

## Histórico de lançamento
| País  | Data                | Formato(s)                    | Gravadora                          | Ref.  |
| ----- | ------------------- | ----------------------------- | ---------------------------------- | ----- |
| Mundo | 14 de julho de 2015 | Download digital streaming CD | Best Produtora sob dist. da ONErpm | [ 1 ] |